# Vieira do Minho
Vieira do Minho é uma vila portuguesa localizada na sub-região do Ave, pertencendo à região do Norte e ao distrito de Braga.  
É sede do Município de Vieira do Minho que tem uma área total de 218,05 km2, 11.955 habitantes em 2021 e uma densidade populacional de 55 habitantes por km2, subdividido em 16 freguesias. O município é limitado a norte pelo município de Terras de Bouro, a norte e leste por Montalegre, a sudeste por Cabeceiras de Basto, a sul por Fafe, a sudoeste por Póvoa de Lanhoso e a noroeste por Amares.
O ponto mais elevado do município situa-se na Serra da Cabreira, mais precisamente no Alto do Talefe, com a altitude de 1262 metros.
Os habitantes de Vieira são denominados de Vieirenses.

## Nota Histórica
De origem antiga, como o atestam inúmeros elementos arqueológicos, as freguesias que actualmente integram Vieira pertenceram antigamente a vários concelhos, termos, coutos e vilas, hoje extintos:
- Caniçada, Cova, Salamonde, Soengas e Ventosa, pertenceram ao concelho de Ribeira de Soás, deu-lhe foral D. Manuel I em 1515;
- Parada de Bouro foi pertença do Couto de Parada de Bouro, criado por D. Sancho I, que o deu à famosa Ribeirinha; Cantelães, Eira Vedra, Mosteiro, Pinheiro, Tabuaças, Vieira e Vilarchão, compunham o concelho de Vieira;
- Campos e Ruivães eram terras do concelho de Ruivães;
- Anjos e Rossas pertenceram ao Concelho de Rossas, a quem D. Manuel I concedeu foral em 1514;
- Guilhofrei que pertenceu ao concelho de Vila Boa da Roda, com foral de 1514, autorgado por D. Manuel I e por último Soutelo e Louredo pertenciam ao Concelho de Lanhoso, que tem foral dado por D. Dinis em 1292.

A antiguidade da ocupação humana das terras que hoje integram o município de Vieira do Minho pode ser atestada pelos inúmeros testemunhos arqueológicos que podem ser vistos no município, com particular destaque para a área da Serra da cabreira, território ocupado desde a pré-história e as localidades de Salamonde e Ruivães, onde a presença militar de diferentes povos, com destaque para os romanos, atestam o valor estratégico desta área no controle das principais vias de penetração na província. As mamoas, menires, gravuras rupestres, fojos medievais, necrópoles neolíticas, povoações romanas, castros, além de vários utensílios de barro, ferro e outros metais, são exemplos do filão arqueológico da região, bastante subexplorado aliás.
Da época romana, ainda existem vestígios de alguns troços da via XVII do itinerário Antonino que ligava Braga, Chaves a Astorga, e vestígios  de antigos povoados dessa época, é exemplo disso o povoado de São Cristovão - Ruivães
Pela extrema importância na estratégia militar, a região sofreu os efeitos da penetração dos diversos povos que invadiram a península, desde os Suevos aos Romanos, e bem mais recentemente dos exércitos Napoleónicos. De facto, na Primavera de 1809, o concelho foi duas vezes atravessado pelas tropas do marechal Soult: a primeira em 15 de março, em impetuoso avanço a caminho de Braga. A segunda, a 17 de Maio, em retirada precipitada pela ponte da Misarela, no dia exacto em que as forças anglo-lusas de Wellesley chegavam ao alto de Salamonde, com o objectivo, frustrado, de lhes atalhar o passo.
Este seu pendor para o envolvimento na guerra determinou igualmente que Vieira se envolvesse nas guerras liberais, presenciando Ruivães duros combates entre liberais e absolutistas, e pouco depois, em Abril de 1846, Vieira entusiasma-se com o movimento popular da “ Maria da Fonte” onde teve a sua origem e onde habitava o seu mentor: padre Casimiro José Vieira.
Estas breves notas são bem o testemunho da história de Vieira do Minho, feita mais da sua valia estratégica, que da memória dos homens consubstanciada em monumentos e urbes. 
A constituição da sede de município foi definida pelo Decreto-Lei N.º 22593 de 29-05-1933, no lugar de Brancelhe. Foram então desanexados 11 lugares da freguesia do Mosteiro e 1 de Cantelães, constituindo-se assim a freguesia de Vieira do Minho.

## Evolução da População do Município
| Número de habitantes | Número de habitantes | Número de habitantes | Número de habitantes | Número de habitantes | Número de habitantes | Número de habitantes | Número de habitantes | Número de habitantes | Número de habitantes | Número de habitantes | Número de habitantes | Número de habitantes | Número de habitantes | Número de habitantes | Número de habitantes |
| -------------------- | -------------------- | -------------------- | -------------------- | -------------------- | -------------------- | -------------------- | -------------------- | -------------------- | -------------------- | -------------------- | -------------------- | -------------------- | -------------------- | -------------------- | -------------------- |
| 1864                 | 1878                 | 1890                 | 1900                 | 1911                 | 1920                 | 1930                 | 1940                 | 1950                 | 1960                 | 1970                 | 1981                 | 1991                 | 2001                 | 2011                 | 2021                 |
| 13 652               | 14 036               | 14 130               | 14 904               | 14 969               | 14 747               | 15 382               | 17 289               | 19 259               | 18 920               | 16 994               | 17 931               | 15 775               | 14 724               | 12 997               | 11 955               |

(Número de habitantes que tinham a residência oficial neste município à data em que os censos  se realizaram.)
| Número de habitantes por Grupo Etário | Número de habitantes por Grupo Etário | Número de habitantes por Grupo Etário | Número de habitantes por Grupo Etário | Número de habitantes por Grupo Etário | Número de habitantes por Grupo Etário | Número de habitantes por Grupo Etário | Número de habitantes por Grupo Etário | Número de habitantes por Grupo Etário | Número de habitantes por Grupo Etário | Número de habitantes por Grupo Etário | Número de habitantes por Grupo Etário | Número de habitantes por Grupo Etário | Número de habitantes por Grupo Etário |
| ------------------------------------- | ------------------------------------- | ------------------------------------- | ------------------------------------- | ------------------------------------- | ------------------------------------- | ------------------------------------- | ------------------------------------- | ------------------------------------- | ------------------------------------- | ------------------------------------- | ------------------------------------- | ------------------------------------- | ------------------------------------- |
|                                       | 1900                                  | 1911                                  | 1920                                  | 1930                                  | 1940                                  | 1950                                  | 1960                                  | 1970                                  | 1981                                  | 1991                                  | 2001                                  | 2011                                  | 2021                                  |
| 0-14 Anos                             | 4 864                                 | 5 057                                 | 4 807                                 | 5 122                                 | 5 681                                 | 6 460                                 | 6 674                                 | 5 870                                 | 5 314                                 | 3 719                                 | 2 527                                 | 1 778                                 | 1 151                                 |
| 15-24 Anos                            | 2 495                                 | 2 679                                 | 2 621                                 | 2 643                                 | 2 991                                 | 3 172                                 | 2 871                                 | 2 795                                 | 3 293                                 | 2 714                                 | 2 388                                 | 1 547                                 | 1 185                                 |
| 25-64 Anos                            | 6 574                                 | 6 417                                 | 6 140                                 | 6 364                                 | 7 164                                 | 7 925                                 | 7 737                                 | 6 920                                 | 6 878                                 | 6 734                                 | 7 020                                 | 6 707                                 | 6 089                                 |
| = ou > 65 Anos                        | 818                                   | 822                                   | 891                                   | 959                                   | 1 100                                 | 1 358                                 | 1 638                                 | 1 810                                 | 2 446                                 | 2 608                                 | 2 789                                 | 2 965                                 | 3 530                                 |

(Obs: De 1900 a 1950 os dados referem-se à população presente no município à data em que eles se realizaram Daí que se registem algumas diferenças relativamente à designada população residente)

## Política

### Eleições autárquicas[6]
| Data | %       | V       | %       | V       | %     | V     | %            | V            | %              | V    | %              | V  | %              | V   | %              | V  | %       | V       | %  | V  | Participação |                |
| Data | PPD/PSD | PPD/PSD | CDS-PP  | CDS-PP  | PS    | PS    | FEPU/APU/CDU | FEPU/APU/CDU | PPM            | PPM  | AD             | AD | PRD            | PRD | BE             | BE | PSD-CDS | PSD-CDS | CH | CH | Participação |                |
| ---- | ------- | ------- | ------- | ------- | ----- | ----- | ------------ | ------------ | -------------- | ---- | -------------- | -- | -------------- | --- | -------------- | -- | ------- | ------- | -- | -- | ------------ | -------------- |
| Data | 1976    | 32,02   | 3       | 25,33   | 2     | 21,54 | 2            | 8,44         | -              | 2,55 | -              |    |                |     |                |    |         |         |    |    |              | 60,63 / 100,00 |
| 1979 | 50,63   | 4       |         |         | 34,42 | 3     | 9,44         | -            |                |      | 74,60 / 100,00 |    |                |     |                |    |         |         |    |    |              |                |
| 1982 | AD      | AD      | AD      | AD      | 32,77 | 2     | 7,19         | -            | AD             | AD   | 55,10          | 5  | 70,94 / 100,00 |     |                |    |         |         |    |    |              |                |
| 1985 | 52,34   | 5       |         |         | 30,71 | 2     | 6,04         | -            |                |      |                |    | 6,52           | -   | 68,35 / 100,00 |    |         |         |    |    |              |                |
| 1989 | 35,89   | 3       | 13,19   | 1       | 42,92 | 3     | 4,96         | -            |                |      | 70,24 / 100,00 |    |                |     |                |    |         |         |    |    |              |                |
| 1993 | 39,67   | 3       | 4,64    | -       | 50,97 | 4     | 1,48         | -            | 72,46 / 100,00 |      |                |    |                |     |                |    |         |         |    |    |              |                |
| 1997 | 30,45   | 2       | 2,86    | -       | 61,68 | 5     | 2,02         | -            | 69,45 / 100,00 |      |                |    |                |     |                |    |         |         |    |    |              |                |
| 2001 | 47,31   | 3       | 0,85    | -       | 47,82 | 4     | 1,05         | -            | 0,72           | -    | 73,56 / 100,00 |    |                |     |                |    |         |         |    |    |              |                |
| 2005 | CDS-PP  | CDS-PP  | PPD/PSD | PPD/PSD | 46,04 | 3     | 2,31         | -            | 1,03           | -    | 48,10          | 4  | 72,85 / 100,00 |     |                |    |         |         |    |    |              |                |
| 2009 | CDS-PP  | CDS-PP  | PPD/PSD | PPD/PSD | 47,82 | 4     | 0,95         | -            | 1,30           | -    | 47,57          | 3  | 69,36 / 100,00 |     |                |    |         |         |    |    |              |                |
| 2013 | CDS-PP  | CDS-PP  | PPD/PSD | PPD/PSD | 45,36 | 3     | 1,33         | -            | 0,69           | -    | 49,71          | 4  | 67,49 / 100,00 |     |                |    |         |         |    |    |              |                |
| 2017 | CDS-PP  | CDS-PP  | PPD/PSD | PPD/PSD | 31,46 | 2     | 2,05         | -            |                |      | 62,85          | 5  | 65,96 / 100,00 |     |                |    |         |         |    |    |              |                |
| 2021 | 57,44   | 4       | 3,07    | -       | 35,14 | 3     | 0,90         | -            |                |      | 1,00           | -  | 72,13 / 100,00 |     |                |    |         |         |    |    |              |                |

### Eleições legislativas
| Data | %     | %     | %     | %    | %     | %     | %        | %     | %    | %     | %    | %   | %       | % | %  | %  |
| Data | PSD   | PS    | CDS   | PCP  | UDP   | AD    | APU/ CDU | FRS   | PRD  | PSN   | BE   | PAN | PSD CDS | L | CH | IL |
| ---- | ----- | ----- | ----- | ---- | ----- | ----- | -------- | ----- | ---- | ----- | ---- | --- | ------- | - | -- | -- |
| 1976 | 35,98 | 21,34 | 20,46 | 3,06 | 1,07  |       |          |       |      |       |      |     |         |   |    |    |
| 1979 | AD    | 25,01 | AD    | APU  | 1,83  | 54,24 | 7,61     |       |      |       |      |     |         |   |    |    |
| 1980 | AD    | FRS   | AD    | APU  | 0,92  | 61,30 | 7,38     | 21,86 |      |       |      |     |         |   |    |    |
| 1983 | 39,56 | 31,72 | 10,61 | APU  | 0,51  |       | 7,09     |       |      |       |      |     |         |   |    |    |
| 1985 | 44,26 | 21,88 | 7,35  | APU  | 0,67  | 7,03  | 10,22    |       |      |       |      |     |         |   |    |    |
| 1987 | 62,05 | 20,56 | 2,76  | CDU  | 0,72  | 4,23  | 2,60     |       |      |       |      |     |         |   |    |    |
| 1991 | 64,14 | 23,82 | 3,32  | CDU  |       | 2,59  | 0,47     | 0,68  |      |       |      |     |         |   |    |    |
| 1995 | 45,46 | 37,36 | 9,86  | CDU  | 0,66  | 2,76  |          | 0,57  |      |       |      |     |         |   |    |    |
| 1999 | 42,00 | 43,94 | 6,35  | CDU  |       | 3,01  | 0,74     | 0,76  |      |       |      |     |         |   |    |    |
| 2002 | 51,80 | 35,03 | 6,75  | CDU  | 2,29  |       | 1,15     |       |      |       |      |     |         |   |    |    |
| 2005 | 38,97 | 46,17 | 4,97  | CDU  | 2,63  | 3,09  |          |       |      |       |      |     |         |   |    |    |
| 2009 | 36,38 | 41,57 | 8,10  | CDU  | 2,42  | 4,96  |          |       |      |       |      |     |         |   |    |    |
| 2011 | 46,44 | 32,74 | 8,72  | CDU  | 2,42  | 2,82  | 0,39     |       |      |       |      |     |         |   |    |    |
| 2015 | CDS   | 32,37 | PSD   | CDU  | 3,32  | 5,68  | 0,60     | 51,17 | 0,37 |       |      |     |         |   |    |    |
| 2019 | 42,02 | 37,63 | 3,44  | CDU  | 2,62  | 4,95  | 1,56     |       | 0,35 | 0,75  | 0,41 |     |         |   |    |    |
| 2022 | 41,75 | 40,14 | 1,39  | CDU  | 1,66  | 2,16  | 0,84     | 0,47  | 6,83 | 2,04  |      |     |         |   |    |    |
| 2024 | AD    | 29,21 | AD    | CDU  | 39,68 | 1,23  | 2,31     | 0,67  | 1,08 | 16,73 | 2,94 |     |         |   |    |    |

## Freguesias
O município de Vieira do Minho é composto por 16 freguesias:
| - Anissó e Soutelo - Anjos e Vilar Chão - Caniçada e Soengas - Cantelães - Eira Vedra - Guilhofrei - Louredo - Mosteiro - Parada de Bouro - Pinheiro - Rossas - Ruivães e Campos - Salamonde - Tabuaças - Ventosa e Cova - Vieira do Minho |

## Presidentes da Câmara Municipal de Vieira do Minho
- António Cardoso Barbosa, Engenheiro Civil (2013-presente)
- Jorge Augusto Mangas Abreu Dantas, Licenciado em Serviço Social (2009-2013), segundo mandato
- Albino Carneiro, Padre (2005-2009)
- Jorge Augusto Mangas Abreu Dantas, Licenciado em Serviço Social (2003-2005), primeiro mandato
- Manuel Travessa de Matos, Engenheiro Eletrotécnico (1989-2003)
- João de Araújo Costa, Professor Primário (1979-1989)
- Maria Rita Simões de Almeida Peixoto de Magalhães (1977-1979)
- Carlos da Silva Peixoto de Magalhães, Médico
- Ernâni Rabello Peixoto de Magalhães, Advogado
- António Joaquim da Silva Peixoto de Magalhães, Juiz

## Património
- Casa-Museu Adelino Ângelo
- Capela de Santo António
- Capela da Senhora da Conceição
- Casa de Lamas
- Casa da Lage
- Hospital da Santa Casa da Misericórdia

Edifícios da Câmara Municipal
- Casa do Povo
- Casa da Cuqueira
- Casa da Torre e conjunto de casas na Praça de Guilherme de Abreu
- Casa do Hospital
- Casa do Mercador
- Pavilhão Gimnodesportivo "Prof. Aníbal Nascimento”
- Parque de Campismo

Siga a ligação abaixo indicada e navegue pelas diversas freguesias do município de Vieira do Minho, para consultar o seu vasto património.
- «Património Municipal»

## Geminações
A vila de Vieira do Minho é geminada com a seguinte localidade:
- Monapo, Nampula, Moçambique